# Golubinjak
Golubinjak (česky Holubňák) je vesnice v Chorvatsku v Bjelovarsko-bilogorské župě, spadající pod opčinu Dežanovac. Nachází se asi 7 km jihozápadně od Daruvaru. V roce 2011 zde žilo 154 obyvatel. V roce 1991 bylo 62,97 % obyvatel (165 z tehdy 262 obyvatel) české národnosti.
Sousedními vesnicemi jsou Dežanovac, Donji Sređani, Drlež, Gornji Daruvar, Gornji Sređani, Ivanovo Polje, Kip, Šibovac a Trojeglava.